# Birmania ai Giochi della XXXII Olimpiade
La Birmania ha partecipato ai Giochi della XXXII Olimpiade, che si sono svolti a Tokyo, Giappone, dal 23 luglio all'8 agosto 2021 (inizialmente previsti dal 24 luglio al 9 agosto 2020 ma posticipati per la pandemia di COVID-19) con una delegazione di due atleti impegnati in altrettante discipline.
Il nuotatore Win Htet Oo, pur avendo raggiunto i minimi per qualificarsi nello stile libero, ha deciso di non riconoscere il Comitato Olimpico della Birmania come forma di protesta nei confronti del governo (a seguito del colpo di Stato militare guidato dal generale Min Aung Hlaing all'inizio del 2021), rinunciando di fatto alla rassegna olimpica.

## Delegazione
| Sport     | Uomini | Donne | Totale |
| --------- | ------ | ----- | ------ |
| Badminton | 0      | 1     | 1      |
| Tiro      | 1      | 0     | 1      |
| Totale    | 1      | 1     | 2      |

## Risultati

### Badminton
| Atleta           | Evento            | Girone                     | Girone                | Girone | Girone               | Ottavi               | Quarti               | Semifinale           | Finale          |
| Atleta           | Evento            | Avversario Punteggio       | Avversario Punteggio  | Pos.   | Avversario Punteggio | Avversario Punteggio | Avversario Punteggio | Avversario Punteggio | Pos.            |
| ---------------- | ----------------- | -------------------------- | --------------------- | ------ | -------------------- | -------------------- | -------------------- | -------------------- | --------------- |
| Thet Htar Thuzar | Singolo femminile | G. Tunjung P (11–21, 8–21) | L. Tan P (6–21, 8–21) | 3ª     | Non qualificata      | Non qualificata      | Non qualificata      | Non qualificata      | Non qualificata |

### Tiro a segno
| Atleta       | Evento                      | Qualificazione | Qualificazione | Finale          | Finale          |
| Atleta       | Evento                      | Punteggio      | Classifica     | Punteggio       | Classifica      |
| ------------ | --------------------------- | -------------- | -------------- | --------------- | --------------- |
| Ye Tun Naung | Pistola 10 m aria compressa | 576            | 14º            | Non qualificato | Non qualificato |